# Kalkreuth
Kalkreuth ist ein Ortsteil der sächsischen Gemeinde Ebersbach im Landkreis Meißen. Der 1284 erstmals urkundlich belegte Ort an der Großen Röder gehört seit 1994 zu Ebersbach und hat 656 Einwohner (Stand: 31. Dezember 2023).

## Geographie
Der Ort, gelegen in der Auenlandschaft der Großen Röder auf 125 m ü. NHN, befindet sich etwa zehn Kilometer östlich von Großenhain und acht Kilometer nordwestlich von Radeburg entfernt in der Großenhainer Pflege. Bis zum Hauptort Ebersbach sind es rund sechs Straßenkilometer. Landschaftlich wird die Umgebung von der Großen Röder geprägt, die bei Rammenau entspringt und ihre Mündung westlich von Elsterwerda in die Schwarze Elster hat. Zur Bewässerung der weitläufigen Ackerflächen rund um Kalkreuth wurden einige Wassergräben angelegt. Im Norden des Ortes befindet sich der unter Naturschutz stehende Neuteich. Ebenfalls naturgeschützt ist der Gertraudenhain östlich des Ortsteils.
Die verkehrliche Erschließung Kalkreuths wird über die Staatsstraße 91 (S 91) gewährleistet. Hauptsächlich entlang dieser Straße erstreckt sich Kalkreuth in Form eines Zeilendorfes. Die S 91 verbindet Radeburg mit der Bundesstraße 98 bei Folbern. Über diese Bundesstraße wird wiederum der Anschluss an die Bundesautobahn 13 bei Thiendorf sowie nach Großenhain und weiter Richtung Riesa und der Kreisstadt Meißen hergestellt. In Kalkreuth selbst zweigen noch zwei Kreisstraßen von der S 91 ab: eine führt westlich in Richtung Rostig und Großenhain, die andere nach Süden zu Reinersdorf und Ebersbach.
Kalkreuth bildet eine gleichnamige Gemarkung mit einer Fläche von 8,96 km². Im Uhrzeigersinn grenzen, im Norden beginnend, folgende Gemarkungen an diese an: Folbern (zu Großenhain) und Quersa (zu Lampertswalde) im Norden, Mühlbach (zu Lampertswalde) im Nordosten, Bieberach (zu Ebersbach) im Osten, Niederebersbach und Reinersdorf (beide zu Ebersbach) im Süden, Göhra (zu Ebersbach), Rostig und Naundorf (beide zu Großenhain) im Westen.
Etwas abgesetzt vom Dorfkern befindet sich im Norden der Gemarkung und westlich des Neuteichs die Siedlung Paulsmühle. Dort hat der Reit- und Fahrverein Kalkreuth seinen Sitz. Von der Paulsmühle aus führt eine Verbindungsstraße von der S 91 aus Richtung Quersa. Ebenfalls einzeln liegen die Teilorte Am Löwen/Wehrhaus und Reiherhof westlich der Staatsstraße.

## Geschichte
| Jahr | Einwohner |
| ---- | --------- |
| 1834 | 215       |
| 1871 | 281       |
| 1890 | 306       |
| 1910 | 439       |
| 1925 | 435       |
| 1933 | 407       |
| 1939 | 391       |
| 1946 | 617       |
| 1950 | 621       |
| 1964 | 717       |
| 1990 | 880       |
| 1993 | 912       |
| 2008 | 759       |
| 2010 | 703       |
| 2012 | 673       |
| 2014 | 671       |

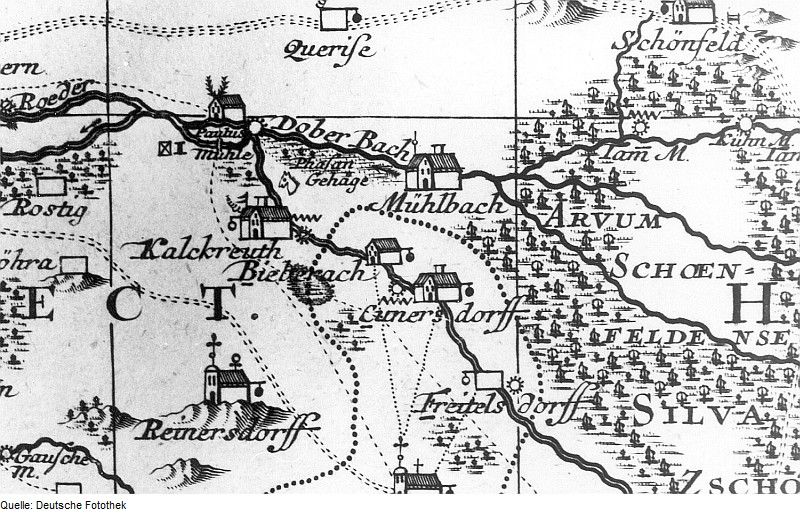
Umgebungskarte von Kalkreuth und der Paulsmühle, Mitte 18. Jahrhundert

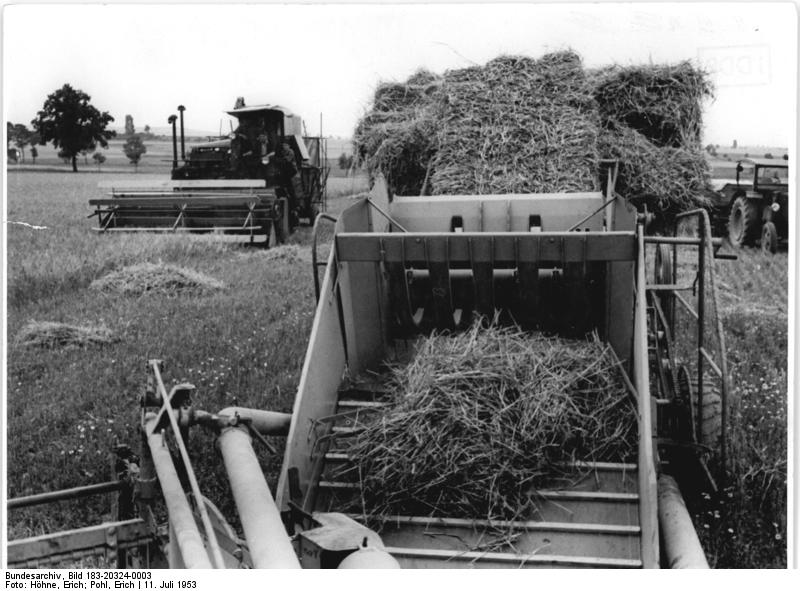
Stalinez-4-Mähdrescher bei der Getreideernte bei Kalkreuth, 1953

Es wird angenommen, dass Kalkreuth im 12. Jahrhundert durch fränkische Siedler gegründet wurde. Im Jahr 1220 wird ein Ritter von Kalckreuth (Kalkenruth) erstmals urkundlich erwähnt. Mit der urkundlichen Nennung eines Herrensitzes im Jahr 1284 (Heinricus de Kalcruthe) ist auch der Ortsname erstmals überliefert. Die Geschichte von Kalkreuth ist mit der Entstehung und Entwicklung des Gutes Kalkreuth verknüpft, das aus Schloss-, Schaf-, Wirtschafts- und Falkenhof und dem Fasanengarten bestand und dessen Mauern teilweise erhalten sind. Kurfürst Christian I. ließ das Gut im 16. Jahrhundert ausbauen. August der Starke machte Kalkreuth für die Jagd auf Reiher zum Standort einer Falknerei. Reitsport und Pferdezucht haben in Kalkreuth Tradition. Im 15. Jahrhundert wurde hier ein Sattelhof erwähnt. 1591 soll in den Stallungen des Gutes Platz für 400 Pferde gewesen sein. In besonderen Gehegen wurden Fasanen für die Beizjagd mit Falken und Habichten gezüchtet. Der Reit- und Fahrverein Kalkreuth bietet heute Reitturniere und -veranstaltungen und Aktivitäten für Kinder an.
Im Jahr 1552 zählte Kalkreuth 21 besessene Mann sowie 13 Inwohner. Bis 1549 war der Ort nach Niederebersbach eingepfarrt, danach gehörte er kirchlich zu Reinersdorf. Mitte des 18. Jahrhunderts lebten 14 besessene Mann und acht Häusler in Kalkreuth, sie bewirtschafteten 7 7⁄8 Hufen zu je acht Scheffel. Die Verwaltungszuständigkeit lag beim kursächsischen Amt Großenhain, ab 1875 bei der Amtshauptmannschaft Großenhain. Mit der Einführung der Sächsische Landgemeindeordnung von 1838 erhielt Kalkreuth Selbstständigkeit als Landgemeinde.
Die Einwohnerzahl des Dorfes konnte sich in knapp 100 Jahren verdoppeln. Für 1834 ist die Bevölkerungszahl mit 215 angegeben. Im Jahr 1925 lebten 435 Menschen in Kalkreuth, davon waren 422 evangelisch-lutherischer Konfession sowie 13 katholisch.
Gegen Ende des Zweiten Weltkrieges wurden in einer Kiesgrube zwischen Kalkreuth und Bieberach sowjetische Zwangsarbeiter von SS-Männern ermordet. Seit 1975 erinnert ein Denkmal von Peter Güttler an dieses Verbrechen. Die politischen Veränderungen nach Kriegsende ließen Kalkreuth während der Gebietsreform 1952 Teil des Kreises Großenhain im Bezirk Dresden der Deutschen Demokratischen Republik werden. Die Arbeit der Kalkreuther Bauern wurde auf das Prinzip der Landwirtschaft in der DDR umgestellt. Bereits 1950 wurde die am Ortsausgang Richtung Bieberach gelegene Grundschule eröffnet. Es war der erste Schulneubau in Sachsen nach dem Krieg.
In der Zeit der DDR konnte Kalkreuth die kommunale Eigenständigkeit bewahren. Die Einwohnerzahl des Ortes wuchs entgegen dem allgemeinen Trend von 621 (1950) auf 880 im Jahr 1990. Die Wende und die Deutsche Wiedervereinigung 1989/1990 erforderten dann jedoch leistungsfähigere Gemeindestrukturen, sodass Kalkreuth zum 1. Januar 1994 gemeinsam mit Rödern, Reinersdorf, Bieberach und Freitelsdorf-Cunnersdorf nach Ebersbach eingegliedert wurde. Die letzte amtliche Einwohnerzahl Kalkreuths lag mit 912 Einwohnern am 31. Dezember 1993 auf ihrem Höchststand. Anteil an dem Bevölkerungsanstieg hatte das neuerschlossene Wohngebiet „Im Grünen Winkel“ an der Straße nach Rostig. Zum 1. August 1994 erfolgte die erste Kreisgebietsreform in Sachsen, die Ebersbach mit Kalkreuth dem Landkreis Riesa-Großenhain zuordnete. 2008 ging dieser im heutigen Landkreis Meißen auf.

## Sport und Freizeit

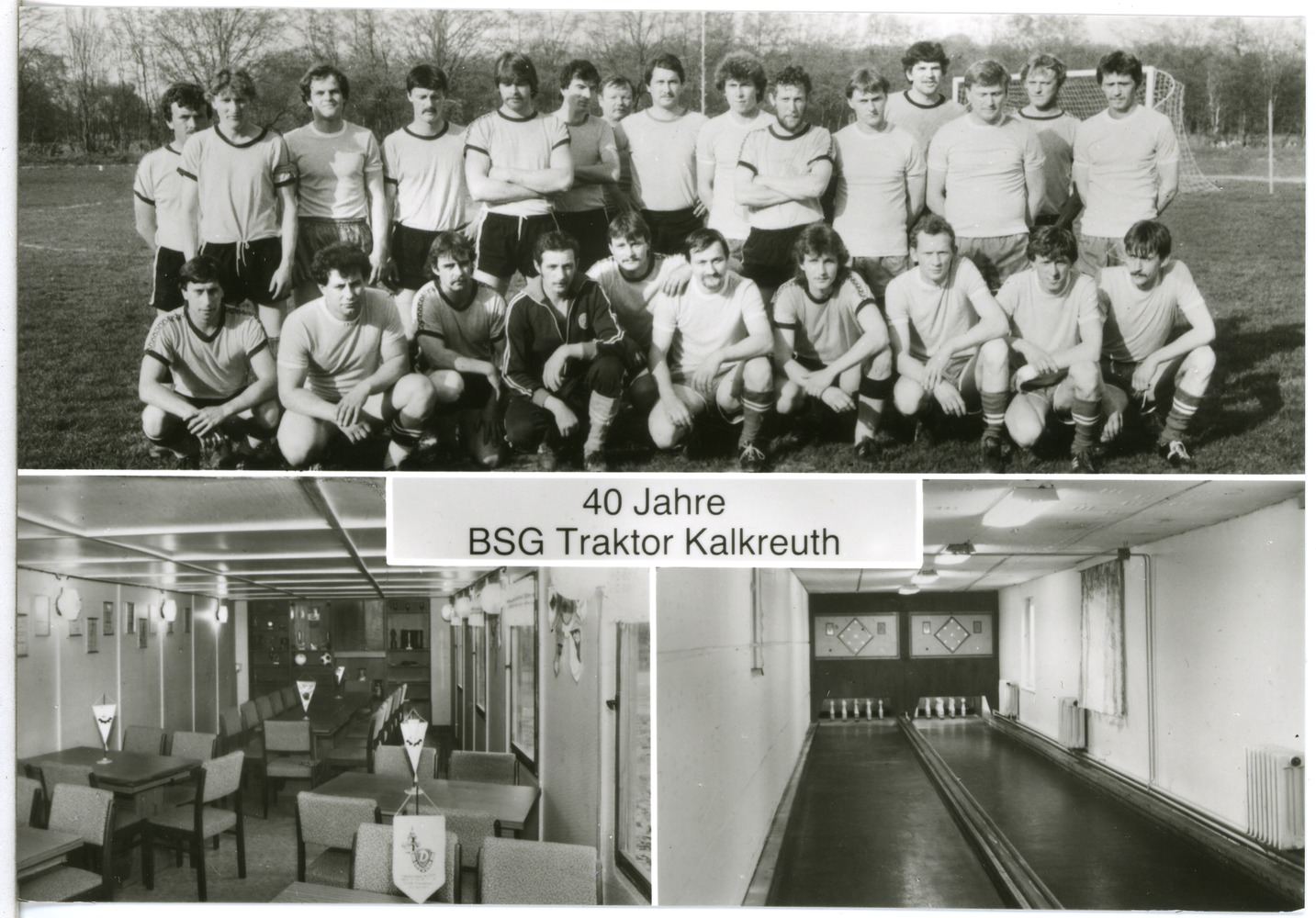
40 Jahre BSG Traktor Kalkreuth (1987)

Neben dem Reitverein gibt es in Kalkreuth den „SV Traktor Kalkreuth“, der in den Abteilungen Fußball und Volkssport (unter anderem Tischtennis, Kegeln, Volleyball, Gymnastik, Fitness und Kraftsport) aktiv ist. Der Verein ist auf dem Sportgelände an der Wilhelm-Schneller-Grundschule am Ortsausgang Richtung Bieberach tätig. Dort gibt es einen Fußballplatz sowie Lauf- und Kegelbahnen.

## Persönlichkeiten
- Georg von Komerstadt (1498–1559), herzoglich sächsischer Rat, Besitzer des Gutes Kalkreuth
- Joachim Draber (* 1939), Politiker (SED), Vorsitzender des Rates des Bezirkes Leipzig